# История почты и почтовых марок Шри-Ланки
История почты и почтовых марок Шри-Ланки охватывает развитие почтовой связи в Шри-Ланке (до 22 мая 1972 года — Цейлон), островном государстве в Южной Азии, расположенном примерно в 31 км от южного побережья Индии, со столицей в Коломбо. При этом условно можно выделить два основных исторических периода — британского колониального управления и независимого государства, в каждый из которых осуществлялись эмиссии собственных почтовых марок. С 1949 года независимое цейлонское государство входит во Всемирный почтовый союз (ВПС). Современным почтовым оператором страны является англ. Sri Lanka Post («Почта Шри-Ланки»).

## Развитие почты
История почты Шри-Ланки в современном понимании начинается с 1789 года, когда голландцы начали осуществлять почтовое сообщение из Нидерландов в Яву через Мыс Доброй Надежды и Цейлон. В 1798 году в приморских голландских колониальных владениях начали работать первые пять почтовых отделений. В 1799 году были опубликованы первые почтовые тарифы и правила пересылки корреспонденции. В те времена Голландская Ост-Индская компания контролировала и осуществляла почтовую службу, которая предназначалась не для населения, а исключительно для официального пользования.
В 1802 году Цейлон был объявлен колонией Британской империи. В том же году на пост первого генерального почтмейстера при британцах был назначен Антонио Бертолуччи (Antonio Bertolucci).
В этот период почтовые тарифы британских колоний мало менялись. Бо́льшая часть корреспонденции была служебной. В 1812 году было введено официальное регулирование почтовых пересылок: одним правительственным служащим вменялось отправлять и получать и общие письма для населения, и частные, а другим — только для населения. В следующем году были установлены новые тарифы на пересылку корреспонденции в зависимости от места назначения и весовой категории. Более тяжёлые отправления назывались пакетами, и суда, их перевозившие, известны как пакетботы.
В 1813 году на Цейлоне были введены резиновые почтовые штемпели. Единственным свидетельством работы британской почтовой системы до 1815 года является штамп «Colombo Post Free» («Почта Коломбо. Бесплатно») на письме британского солдата 1809 года, когда британские войска Королевской артиллерии покоряли Викраму Раджасингхи (1798—1815), короля Канди, чьи внутренние территории никогда не были под влиянием голландцев.
Англичане установили полный контроль над островом в 1815 году и занялись реорганизацией почтовой службы. В том же году Э. Блеттерман (E. Bletterman) стал генеральным почтмейстером Британского Цейлона. Его в 1817 году сменил Льюис Сансони (Lewis Sansoni), следующим после которого генеральным почтмейстером был майор Дж. Стюарт (G. Stewart). Последний смог действенно расширить почтовые услуги в основных городах острова.
Развитие цейлонской почты продолжалось, появлялись почтовые отделения в провинциях. Объём внутренней корреспонденции вырос вместе со строительством дорог в 1820—1845 годах. В 1836 году уже насчитывалось 12 почтовых отделений с клерком и 30 — с почтодержателями.
В течение многих лет на острове применялись различные виды транспорта для перевозки и доставки почты. Первоначально вся доставка почты осуществлялась пешком (в горах и труднодоступных районах пешие почтальоны не редкость и сегодня)[≡].
Почтовая служба Цейлона была первой в Азии, приступившей к регулярному сообщению посредством почтовых дилижансов. Первый почтовый маршрут такого рода был открыт 1 февраля 1832 года. Он соединял Коломбо и Канди[≡]. 2 июля 1838 года был добавлен путь между Коломбо и Галле.
|  |

Почтовые отправления, адресованные в Европу, направлялись сушей через Полкский пролив и далее по Индии до тех пор, пока примерно в 1845—1860 годах в Галле не начали заходить пакетботы. На протяжении XIX века происходило поступательное развитие пакетботного движения, особенно с появлением пароходов и соответствующих компаний.
Благодаря усилиям по развитию почтового дела, в 1882 году в Коломбо было открыто постоянно действующее почтовое отделение; при этом первым после реорганизации почты генеральным почтмейстером стал офицер воздушной армии А. Кеннеди (A. Kennedy).
1 апреля 1877 года Британский Цейлон вступил в члены ВПС. 11 апреля 1892 года начали использоваться первые почтовые вагоны («передвижные почтовые отделения»), которые ездили между Коломбо и Пераденийя, пригородом Канди.
Позднее был создан Департамент почты и телекоммуникаций Цейлона (Ceylon Post and Telecommunications Department). С развитием техники для почтовой доставки стали применяться велосипеды. В 1950-х и 1960-х годах почтальоны на мотоциклах британского производства «BSA Bantam» были привычным зрелищем. В маленьких городах мотоциклистов заменяли велосипедисты. Микроавтобусы «Bedford», изготовленные в Англии, использовались для перевозки почты в 1970-е годы. Сегодня почта доставляется по железной дороге, государственными и частными автобусами и за счёт собственного автопарка департамента, который укомплектован автомобилями японского производства, окрашенными в традиционный красный цвет.

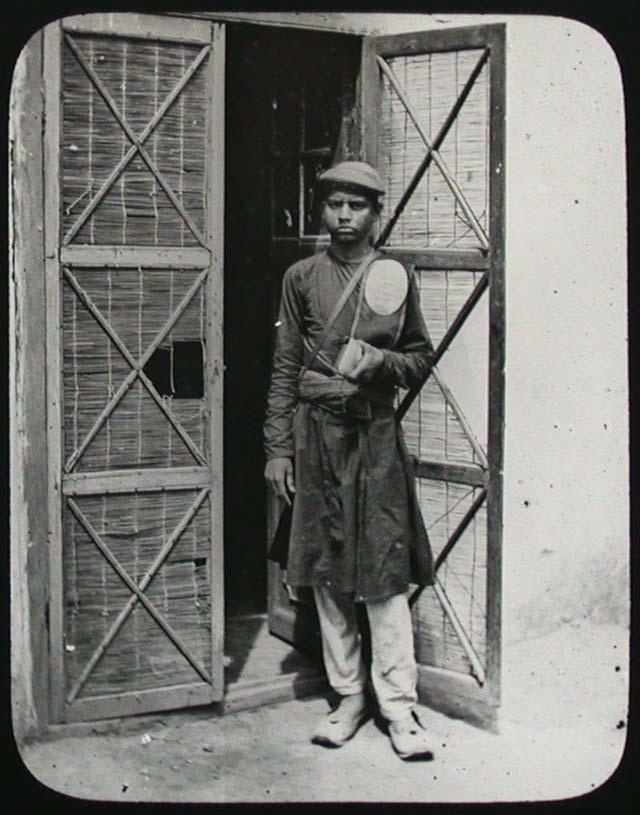
Пеший почтальон Цейлона (или Индии; около 1900)[^]
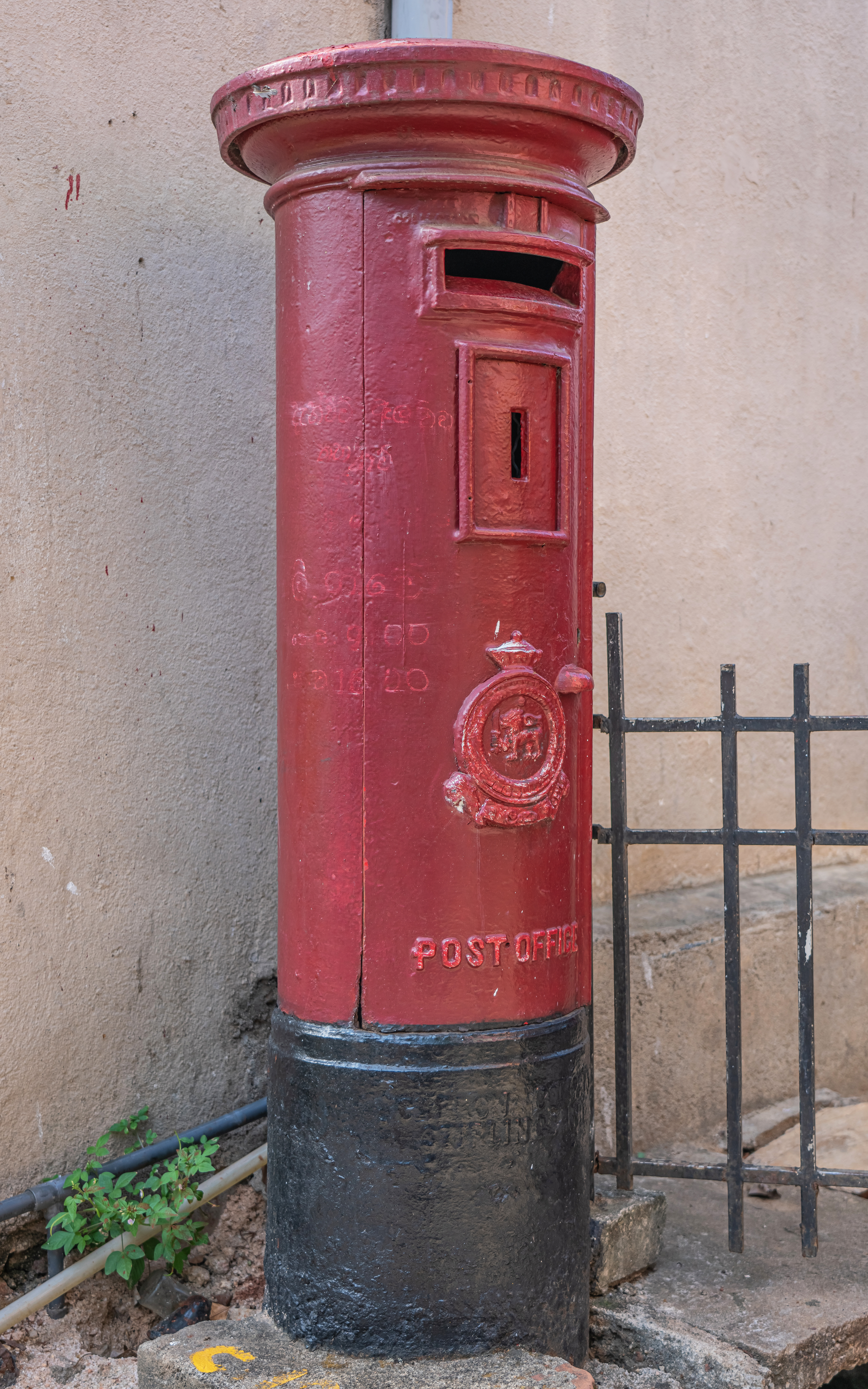
Стоячий почтовый ящик колониального периода в современном Канди
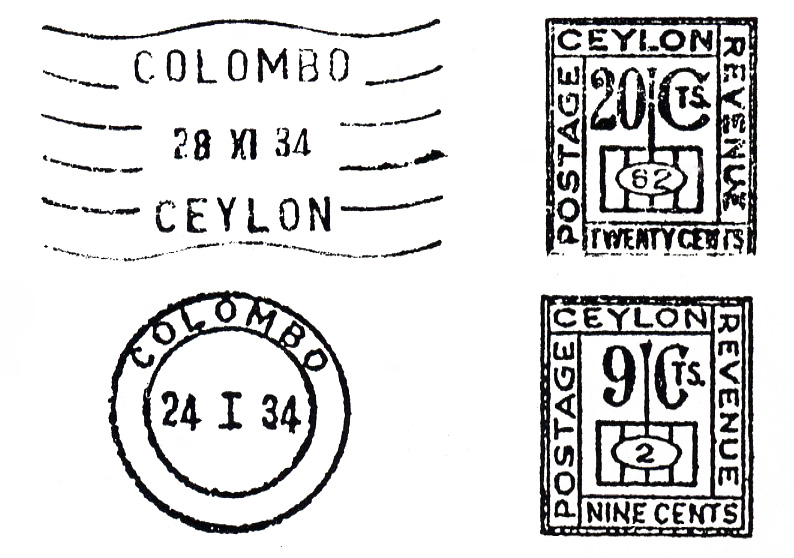
Франкотип Цейлона (Коломбо, 1934)

Независимый Доминион Цейлон стал членом ВПС 13 июля 1949 года. За почтовое обслуживание в современной Шри-Ланке отвечает государственный почтовый департамент Sri Lanka Post.
Главпочтамт страны исторически размещался в разных местах в Коломбо. В 1895 году было приобретено собственное здание, находящееся напротив резиденции губернатора Цейлона — «Дома Короля» на улице Короля (ныне Janadhipath Mawatha, то есть Президентская улица). Во время гражданской войны, Главпочтамт был переведён в новое здание, в котором и остаётся в настоящее время.

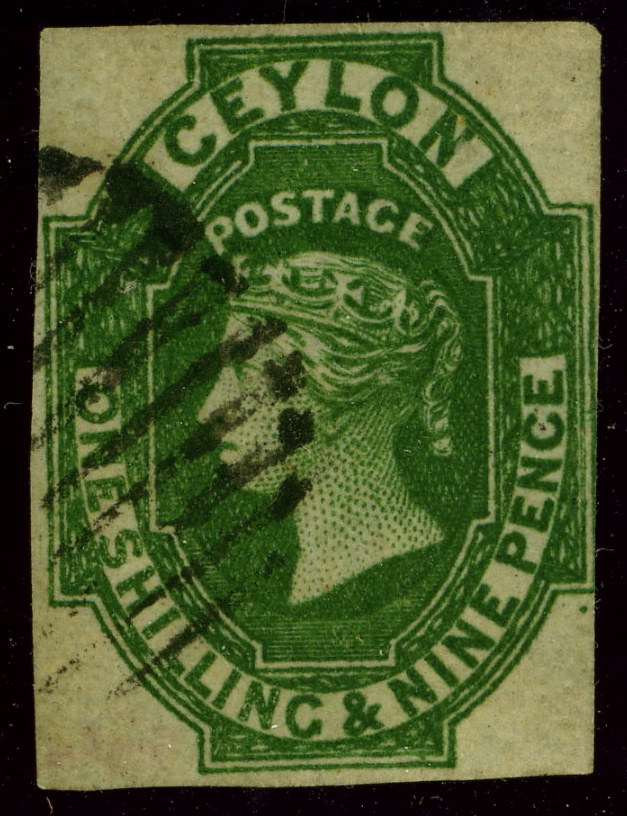

## Выпуски почтовых марок

### Британский Цейлон
Сюжеты почтовых миниатюр этого периода характеризуются изображениями царствующих британских монархов. Их портреты вначале занимали бо́льшую часть рисунка цейлонских марок, а впоследствии были обязательным элементом в их верхнем углу.

#### Первые марки
Первые почтовые марки для Британского Цейлона были выпущены 1 апреля 1857 года. На марке пурпурно-коричневого цвета изображён профильный портрет королевы Виктории. Номинал в 6 пенсов предназначался для оплаты пересылки письма весом в пол-унции из Цейлона в Англию. Марки были отпечатаны на голубоватой и белой бумаге, без зубцов[≡][≡].

#### Последующие эмиссии
Ещё восемь почтовых марок вышли в 1857 году, все с портретом королевы Виктории. Одна из пяти марок, выпущенных 23 апреля 1859 года[≡], считается самой ценной почтовой маркой Шри-Ланки: это марка номиналом в 4 пенса тёмно-розового цвета, известная как «Dull Rose» («Тускло-розовая»)[≡].

и представлены на сцепке и конверте первого дня Шри-Ланки, посвящённых открытию Национального почтового музея (2010)

В 1861—1864 годах марки с этим рисунком были переизданы с зубцами, а в 1866—1868 годах в обращение были введены марки видоизменённых рисунков.
Первые почтовые марки номиналом в новой валюте — в местных рупиях и центах были выпущены 1 февраля 1872 года[≡][≡]. В рамках этой серии марок были подготовлены, но в обращение так и не поступили почтовые миниатюры номиналами в 32 и 64 цента с комбинированной зубцовкой и в 2,50 рупии с зубцовкой 12/2.

Примеры негашеных почтовых марок Британского Цейлона с портретом Виктории и новыми номиналами в местной валюте (1872—1885)
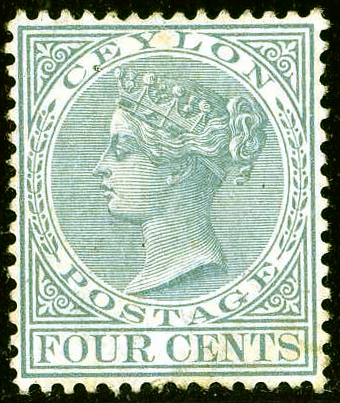
1872: 4 цента (Yt #49; SG #122)[^]
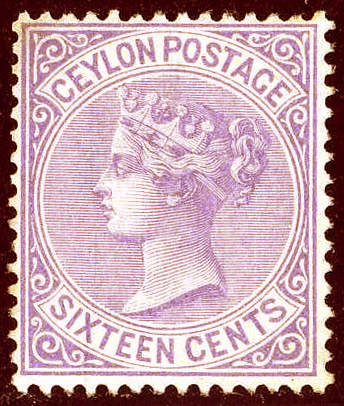
То же, 16 центов (Mi #48; SG #126)[^]
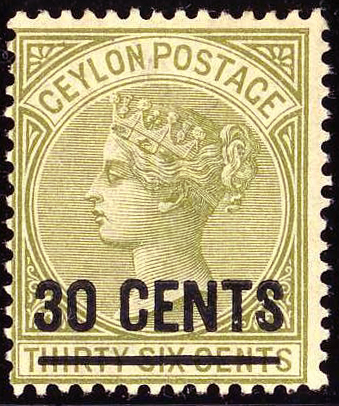
1885: надпечатка нового номинала в 30 центов (Yt #104; SG #191)
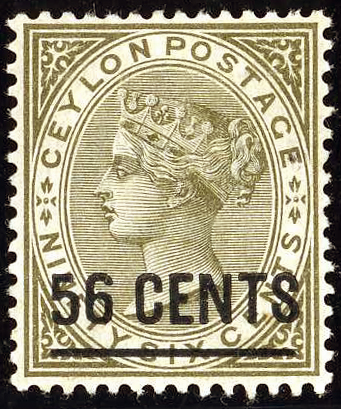
То же, 56 центов (Yt #105; SG #192)
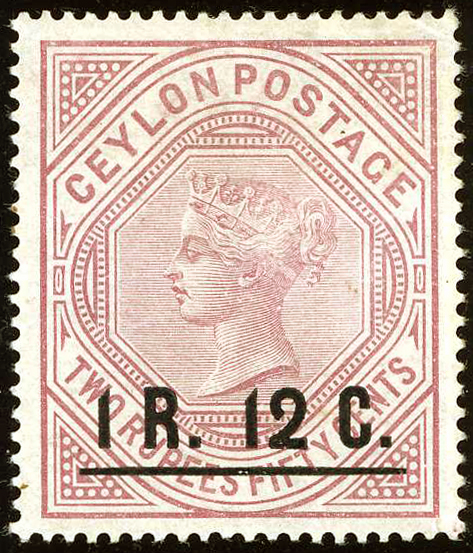
То же, 1 рупия 12 центов (Yt #106; SG #193)

В 1888—1900 годах выходило несколько выпусков с надпечатками новой стоимости, что было обусловлено предыдущим изменением валюты и несоответствием тарифов требованиям ВПС:

Примеры негашеных почтовых марок Британского Цейлона с надпечатками нового номинала (1888—1890)
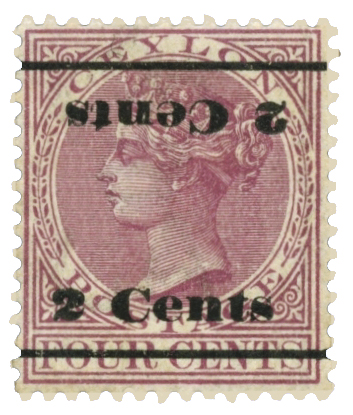
1888: 2 цента, двойная перевернутая надпечатка
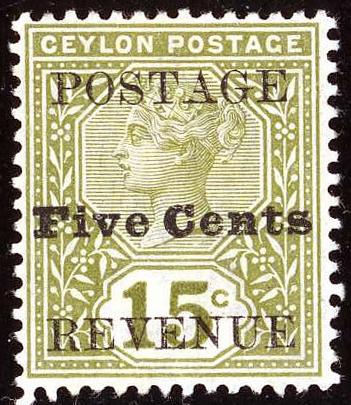
1890: 5 центов (Yt #125; SG #233)

До 1927 года в обращение продолжали поступать стандартные марки колониального типа:

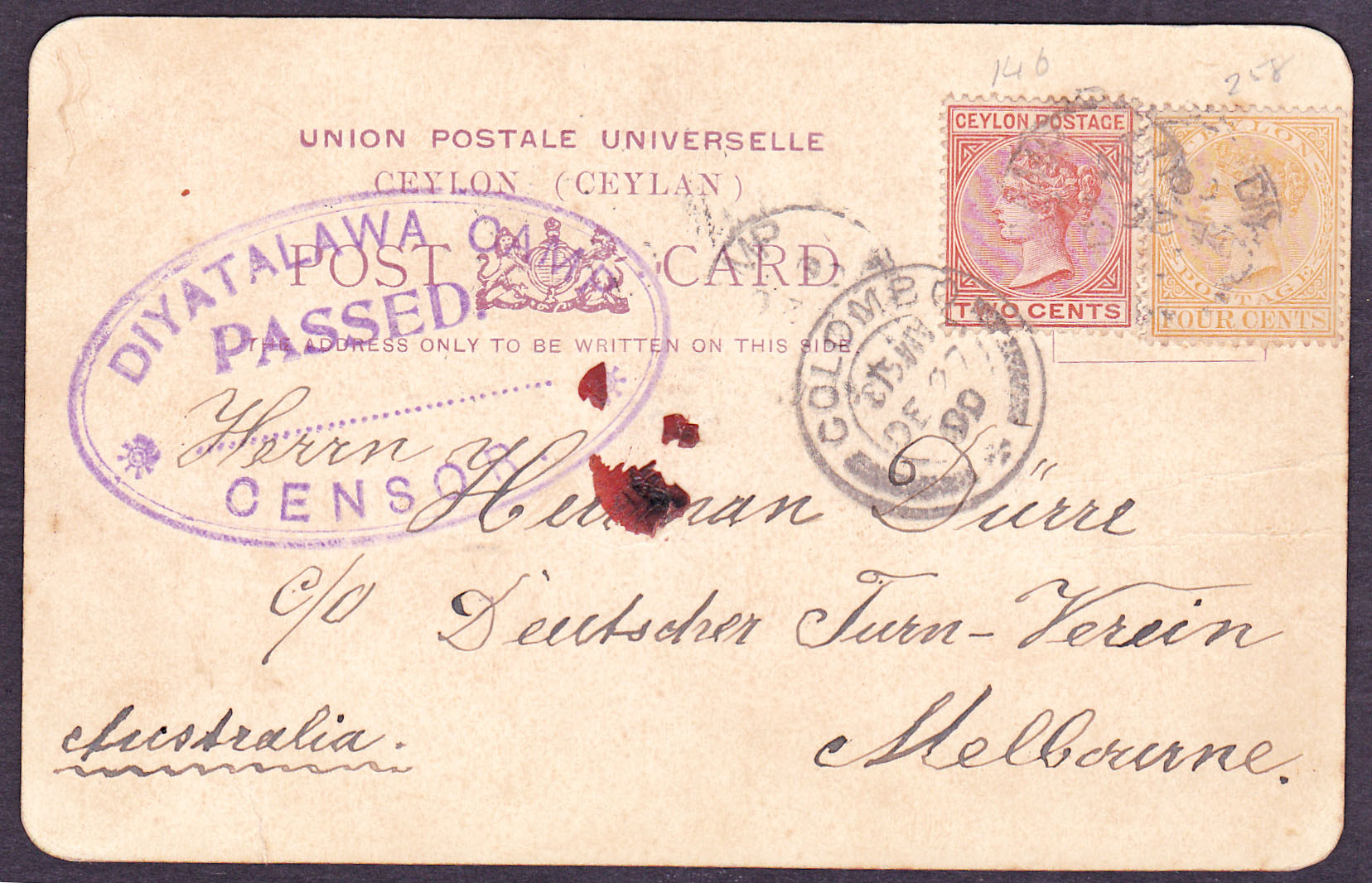
Прошедшие почту две марки колониального типа 1899 года выпуска(Mi #116, 119) на почтовой карточке, отправленной в Мельбурн из лагеря для военнопленных бурской войны в Дияталава (1900)

Примеры негашеных почтовых марок Британского Цейлона (1899—1927)
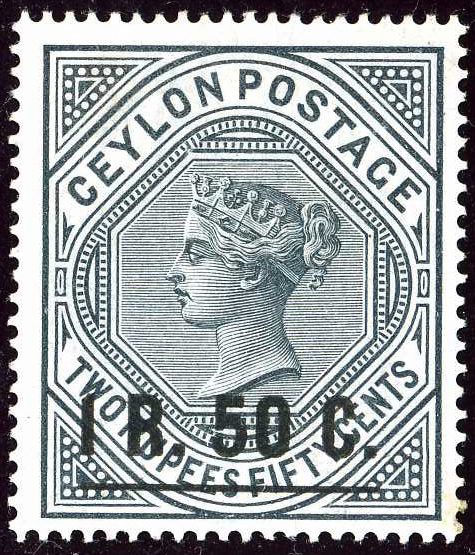
1899: 1 рупия 50 центов (Yt #132; SG #254)
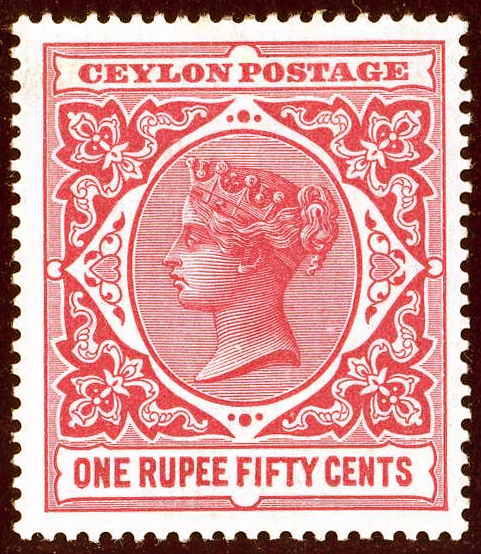
1899: 1 рупия 50 центов, с портретом королевы Виктории (Yt #141; SG #263)
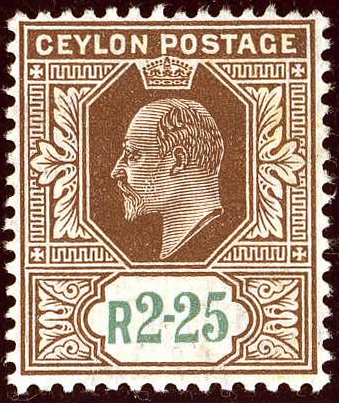
1904: 2 рупии 50 центов, с портретом короля Эдварда VII (Yt #166; SG #288)
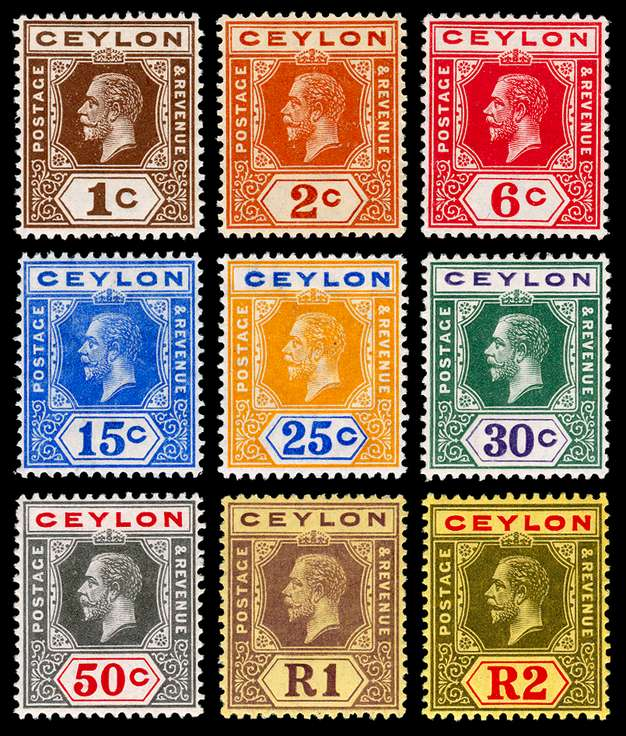
Марки, изданные в Великобритании для использования на Цейлоне, с портретом короля Георга V (1912—1925)
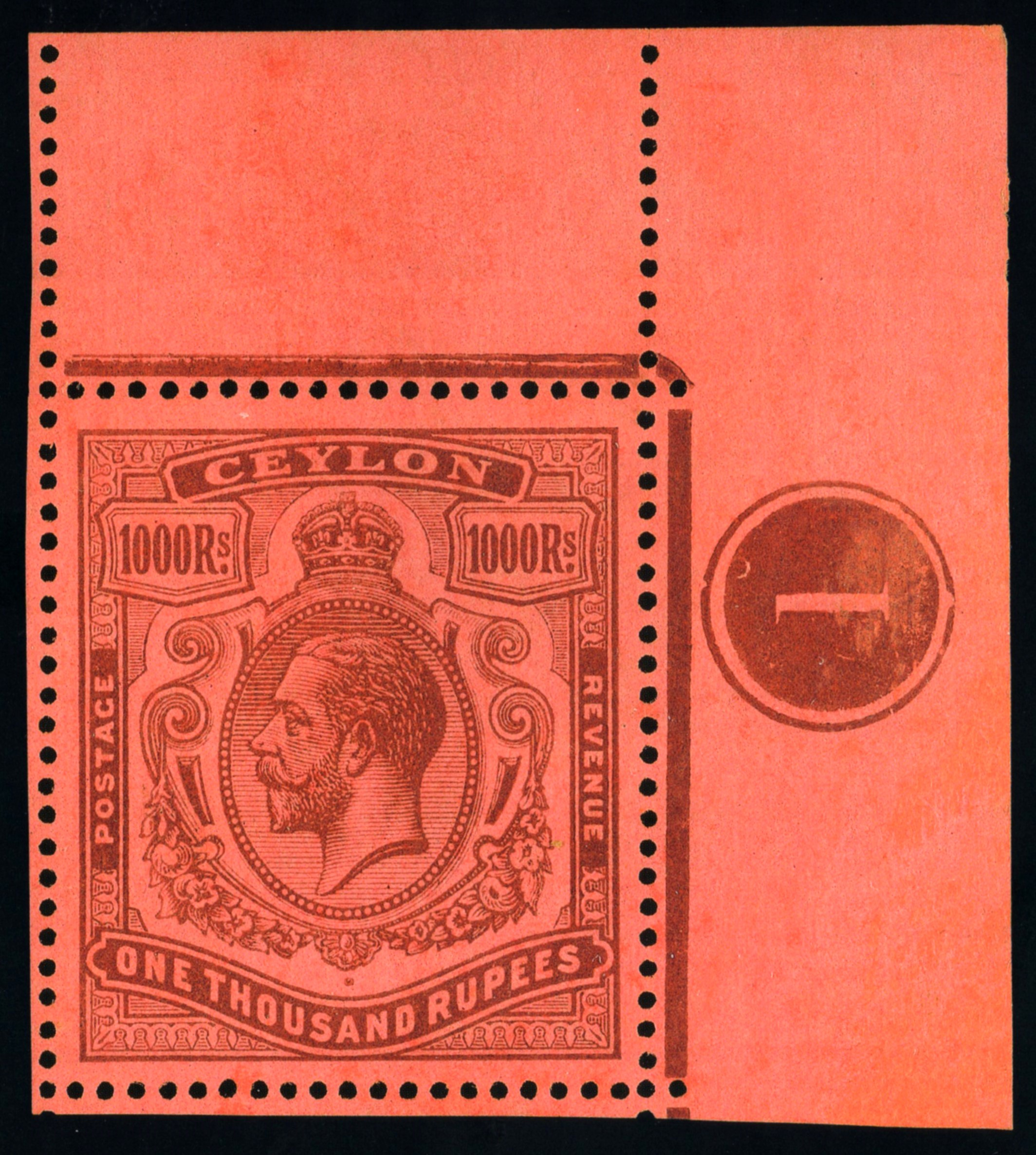
1925: 1000 рупий, с номером печатной формы (SG #323)
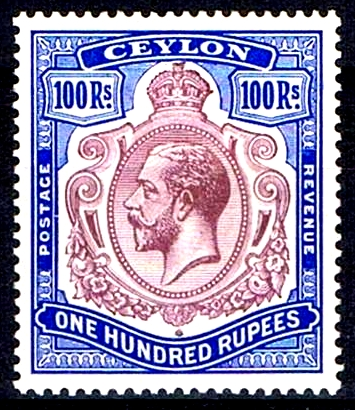
1927: марка колониального типа высокого номинала в 100 рупий (Mi #211)

Первые памятные марки колониальной почты вышли в 1935 году. В том же году появилась первая серия марок с сюжетами, отображавшими местную тематику: сбор каучука (Yt #238), порты Коломбо (Yt #240) и Тринкомали (Yt #248), сбор чая на плантации (Yt #241), кокосовые пальмы (Yt #244), рисовые террасы (Yt #242), стадо слонов (Yt #247), старинный храм Зуба Будды (Yt #245) и др. В течение 1938—1948 годов эта серия переиздавалась и включала также миниатюры с новыми рисунками, например, старинные храмы и памятники архитектуры Канди и Анурадхапуры (Yt #270, 271).
В 1947 году увидела свет серия из четырёх марок, которая была приурочена к принятию новой Конституции страны:

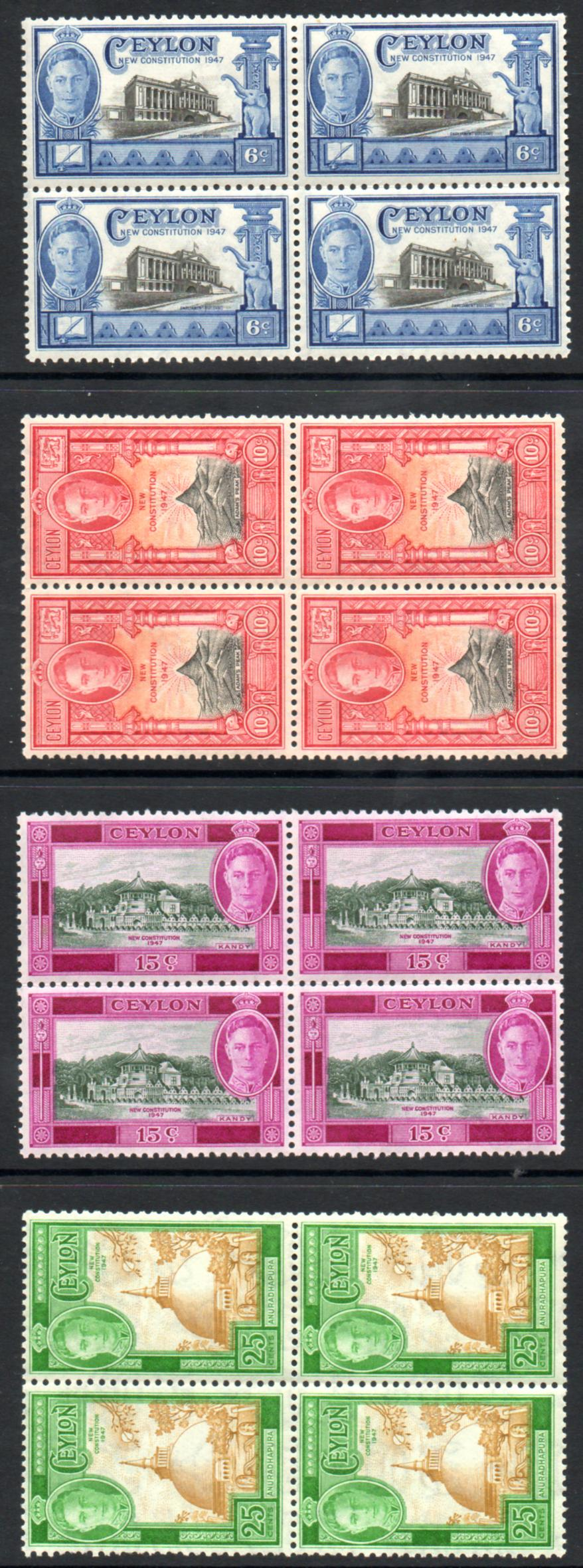
Квартблоки марок из серии 1947 года в честь принятия новой Конституции Цейлона(Mi #248—251)

На марках колониального периода присутствуют английские надписи: «Ceylon» («Цейлон»), «Postage» («Почтовый сбор»), «Postage & Revenue» («Почтовый и гербовый сбор»).

### Независимость
Этому периоду соответствуют почтовые выпуски сначала Доминиона Цейлон — с 1948 по 1972 год, а с 1972 года — государства под названием Республика Шри-Ланка, являющегося членом Содружества наций.

#### Почтовые марки
Провозглашение независимости и предоставление статуса доминиона Британской империи были отмечены изданием памятной серии в феврале 1949 года. Это была первая постколониальная серия марок, которая посвящалась годовщине события, и состояла сначала из двух марок — с изображением флага Цейлона на одной и портретом премьер-министра на другой. В апреле того же года серия пополнилась ещё двумя номиналами тех же рисунков. Название страны было впервые обозначено дополнительно на сингальском и тамильском языках.
С этого момента на марках страны исчезают портреты английских королей, а надписи дублируются на сингальском, тамильском и английском языках. При этом Шри-Ланка относится к единичным странам, указывающим сведения на почтовых марках одновременно на трёх языках[≡].
В 1950—1954 годах была издана серия стандартных марок, включавшая 18 номиналов с изображением местных сюжетов и с названием страны на трёх языках. В 1958—1959 годах серию переиздали, указав название страны на сингальском и английском языках.
В 1957 году последовала серия из четырёх марок, отметившая 100-летие первых марок Цейлона (Yt #309—312). Кроме того, специальные выпуски осуществлялись по случаю Международного года риса, 100-летия разведения чая, открытия аэропорта в Коломбо, 100-летия системы образования на острове, а также марки, посвящённые животному миру, археологическим раскопкам, охране окружающей среды и т. п.
По сведениям Лепешинского (1967), за первые 100 с небольшим лет выпуска знаков почтовой оплаты, с 1857 по 1963 год, было издано 343 цейлонских почтовых марки.
В ознаменование 100-летия со дня рождения В. И. Ленина почтовая администрация Цейлона эмитировала в 1970 году памятную марку (Yt #428). На юбилейной почтовой миниатюре был помещён портрет основателя Советского государства.
Последний раз марки с надписью «Цейлон» вышли 2 мая 1972 года. Всего выпущено около 450 различных марок с такой надписью, включая служебные.
Первые почтовые марки с новой надписью «Sri Lanka» («Шри-Ланка») появились 22 мая 1972 года, после провозглашения Республики Шри-Ланка, и были приурочены ко Дню независимости. На марке номиналом в 15 центов был дан символический рисунок в виде восходящего солнца и цветка лотоса.
С 1972 года выходят как стандартные, так и памятные марки, имеющие, как правило, рисунки на местные темы. Среди выпусков 1970-х годов можно упомянуть серии, которые были посвящены видным борцам за свободу и независимость Шри-Ланки, участию страны в деятельности ООН, ВПС и других международных организаций.
Всего в Цейлоне и Шри-Ланке за 120-летний период (1857—1977) было издано порядка 500 марок, из которых более половины приходилось на предыдущие 30 лет. До 1982 года было эмитировано уже около 600 марок на различные сюжеты: рыбы, цветы, драгоценные камни, народное искусство и др. Особые выпуски были приурочены к Международному году книги, 100-летию ВПС и т. д.
В конце апреля 2011 года Почта Шри-Ланки отметила выпуском памятной марки 50-летие полёта первого человека в космос (Mi #1833). На почтовой миниатюре номиналом в 5 рупий изображены Юрий Гагарин в шлеме, ракета, на которой первый космонавт полетел в космос 12 апреля 1961 года, и флаги двух государств — России и Шри-Ланки. Одновременно было организовано специальное гашение этой марки, на которое приглашали советского космонавта Владимир Ляхов, после чего марка поступила в продажу.

#### Почтовые блоки
Цейлон эмитировал почтовые блоки начиная с 1966 года. До 1972 года, пока на почтовых выпусках страны присутствовала надпись «Цейлон», появилось всего два блока. Многие из первых почтовых блоков, изданных почтовой администрацией страны, ценятся дорого.
Шри-Ланка ежегодно выпускает блоки по самым разным темам.

##### Первый блок
Первый почтовый блок Цейлона поступил в продажу 5 февраля 1966 года по теме «Типичные птицы Цейлона» и был беззубцовым. Блок был переиздан 15 сентября 1967 года по поводу 1-й Национальной филателистической выставки Шри-Ланки с надпечаткой «First National Stamp Exhibition 1967» («Первая Национальная филателистическая выставка»).

##### Последующие блоки
Впоследствии было выпущено множество почтовых блоков по различным темам, в основном с зубцовкой. В 1973 году был издан первый блок от имени Республики Шри-Ланка.
10 февраля 1981 года появился почтовый блок из четырёх марок с надпечаткой нового номинала на блоке «Четвероногие Шри-Ланки». На четырёх марках блока при выпуске были сделаны надпечатки новых номиналов.
С 1981 года началась практика эмиссии почтовых блоков с марками, посвящёнными буддийскому празднику Весак.
21 октября 1981 года увидел свет почтовый блок в ознаменование визита на Шри-Ланку королевы Елизаветы II, который стал первым почтовым блоком, приуроченным к визиту известного иностранного главы государства.
2 декабря 1982 года был эмитирован почтовый блок в честь 125-летия первой почтовой марки Шри-Ланки. Это был первый блок из двух марок разного достоинства: 50 центов и 2,50 рупий — при стоимости блока 5 рупий. Всего до 1982 года было издано 17 блоков.
1 апреля 2007 года в честь 150-летия первой почтовой марки Шри-Ланки был издан почтовый блок с зубцовкой и в беззубцовом варианте.
Все выпущенные до тех пор почтовые блоки имели прямоугольную форму, и только 22 мая 2001 года вышел первый блок неправильной формы в серии «Раковины Шри-Ланки» по случаю Международного дня биологического разнообразия. Этот почтовый блок имел форму раковины.

##### Современные
В наши дни Шри-Ланка ежегодно эмитирует несколько почтовых блоков. Один блок почти всегда выпускается вместе с марками, посвящёнными Весаку, и с рождественскими марками. Иногда выбирается одна почтовая марка из серии марок и печатается почтовый блок с одной этой маркой. Поскольку эти блоки выглядят красиво, они пользуются популярностью у коллекционеров.

## Другие виды почтовых марок

### Служебные
С 1895 по 1904 год в использовании находились служебные марки, представлявшие собой почтовые марки с надпечаткой «On Service» («На службе»). Ранее, в 1868 году, была подготовлена серия из семи номиналов с надпечаткой «Service» («Служебная»), однако в обращение она не поступила. Служебные марки были отменены в сентябре 1904 года.
Всего на Цейлоне было выпущено 25 служебных марок.

### Почтово-налоговые
В 1918 году появились почтово-налоговые (или военно-налоговые) марки, в качестве которых применяли стандартные марки с надпечаткой: «War stamp» («Военная марка»).

### Телеграфные
В 1881—1910 годах в употреблении находились марки, предназначенные для оплаты телеграмм; причем до 1881 года для этих целей использовали телеграфные марки Британской Индии:
Первая серия собственных телеграфных марок была выпущена посредством надпечатки «Ceylon» («Цейлон») на марках Индии. В 1882 году были эмитированы марки с оригинальным рисунком:

Телеграфные марки Британского Цейлона, которые при использовании разрезались надвое
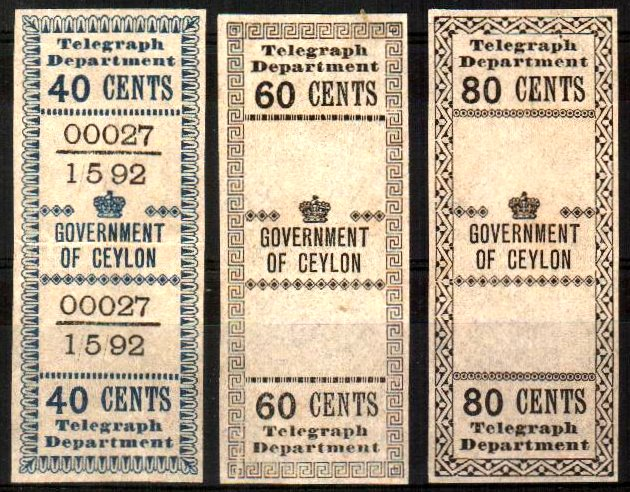
1892: 40, 60 и 80 центов (пробные марки)
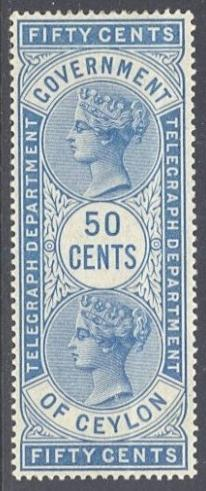
1892: 50 центов
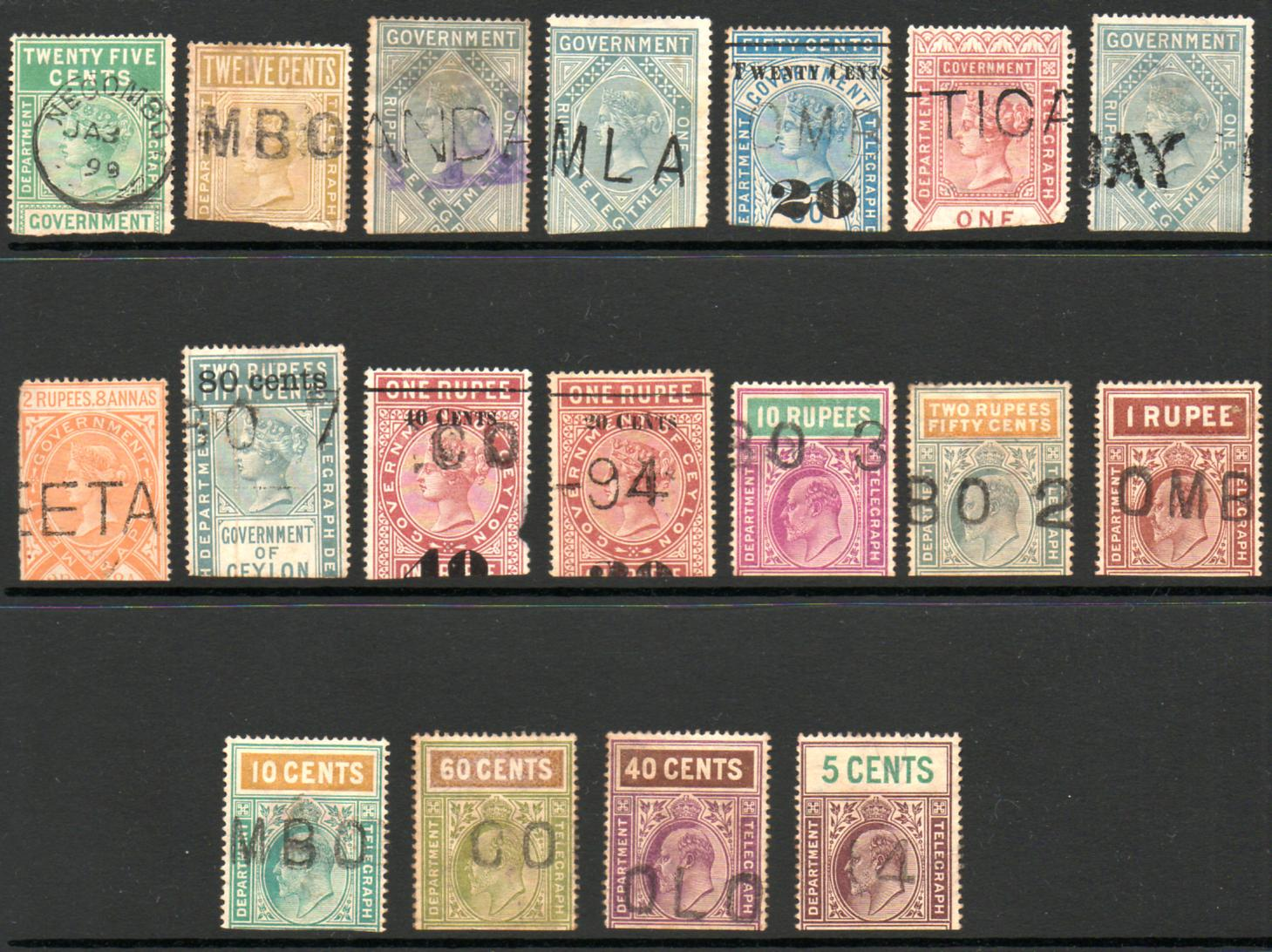
1890-е — 1900-е: верхние половины использованных (разрезанных пополам) марок разных лет, номиналов и дизайнов[en]

### Почтово-гербовые
С 1 декабря 1952 по 14 марта 1954 года в хождении были почтово-гербовые марки, когда имело место применение для почтовых нужд гербовой марки номиналом в 10 рупий.

## Цельные вещи
Почтами Цейлона и Шри-Ланки неоднократно издавались для почтовых целей различные цельные вещи, включая аэрограммы, почтовые карточки, секретки, почтовые листы, бандероли и частные бандероли (выполненные по частному заказу).

## Коллекционирование
Почтовые марки Шри-Ланки включены в альбомы, предназначенные для коллекционеров, собирающих знаки почтовой оплаты по странам мира, как, например, альбом «Collecta Trans World»: